# Statsindividualism
Statsindividualism är en ideologi grundad i en allians mellan staten å ena sidan och en fri individ å den andra sidan. Den statsindividualistiska principen växte sig stark i Sverige under 1960- och 1970-talen genom reformer som införandet av särbeskattningen, uppbyggandet av daghem och förskolor, allmänt studiestödssystem, förändrad familjelagstiftning och en radikaliserad familjepolitik. Relationen mellan stat och individ inom ideologin förutsätter och förstärker dels en stark individualism och en stark stat, som leder till att medborgarna har en starkare relation till staten för sin frihet och sin försörjning, vård och omsorg än vad hon har till den egna familjens förutsättningar eller civilsamhället. Idéhistorikern Peter Antman menade 1994 att det är "få välfärdsstater [som] är lika konsekvent uppbyggda kring idén om individuell autonomi som Sverige. Nästan alla våra välfärdssystem är kopplade till den enskilda personen, inte till familjen eller till arbetet som är så vanligt i andra västländer." Sedan dess har dock mycket i Sverige förändrats och många av dessa trygghetssystem har monterats ned eller urholkats.
Förespråkare av statsindividualism menar att sådana reformer som befriar individer från personliga beroenden hos civilsamhället – såsom andra individer, privata institutioner, familjen och välgörenhetsorganisationer – är att föredra; när staten tar ett större ansvar genom exempelvis a-kassa och allmän sjukförsäkring blir individen friare. Kritiker av statsindividualism menar att detta är en form av socialism och liberalism i kombination som undergräver familjen och civilsamhället som därigenom gör individer mer beroende av staten. Under Almedalsveckan 2012 uttalade sig exempelvis kristdemokraternas partiledare Göran Hägglund starkt emot statsindividualism och för att stärka det civila samhället istället.
Den statsindividualistiska ideologin som dominerat det politiska livet i Sverige alltsedan 1960-talet har inneburit att svenska folket är individualistiska i en större utsträckning än vad som är det vanliga i västvärlden.

### Notförteckningar
1. ↑  Antman, Peter (1994). Hur förena jämlikhet med individens frihet? : om välfärdens mål och organisering. Brevskolan. sid. 16. ISBN 91-574-4177-4. OCLC 186106080. https://www.worldcat.org/oclc/186106080. Läst 30 maj 2021
2. ↑  SvD: KD och statsindividualismen Arkiverad 7 oktober 2013 hämtat från the Wayback Machine.
3. ↑  SvD: Staten har inte allt vi behöver

### Källunderlag
- Berggren, Henrik och Trägårdh, Lars (2009). Är svensken människa? Gemenskap och oberoende i det moderna Sverige. ISBN 9789113021911. Norstedts: s. 456 (Se SvD-recension Störst av allt är oberoendet)
- Olof Petersson (2012). Maktutredningen och statsindividualismen. Timbro.